# Acyphas retinopepla
Acyphas retinopepla är en fjärilsart som beskrevs av Oswald Beltram Lower 1905. Acyphas retinopepla ingår i släktet Acyphas och familjen tofsspinnare. Inga underarter finns listade i Catalogue of Life.